# Кавка Маріанна Володимирівна
Ка́вка Маріа́нна Володи́мирівна (нар. 3 вересня 1975, Львів) — українська актриса, режисер, педагог. Член НСЖУ (2003).

### Ролі в кіно
- Марічка («Вирок» із телесеріалу «Острів любові», 1995, реж. О. Бійма),
- Жозефіна Складановська («Брати Складановські», 1996, реж. В. Вендерс, також як хореограф),
- Пацієнтка Кості (телесеріал «День народження Буржуя», 1998, реж. А. Матешко),
- Олеся («Ворота Європи», 1999, реж. Є. Войцик),
- Марися (телесеріал «Утьосов», 2006, реж. В. і Г. Ніколаєнки),
- Ірина («Кохання через ґрати», 2009, реж. М. Онанко).